# Populus koreana
Populus koreana é uma espécie de árvore do gênero Populus, pertencente à família Salicaceae. É nativa do nordeste da Ásia.